# Outer Darkness
Outer Darkness — серия комиксов, которую в 2018—2020 годах издавала компания Image Comics.

## Синопсис
Главными героями серии являются члены экипажа звездолёта «Charon» и их капитан Джошуа Ригг. Действие происходит в мире, где люди колонизировали галактику. После 12 выпуска было издано 3 номера под названием Outer Darkness/Chew, кроссовером с Тони Чжуем.

## Отзывы
На сайте-агрегаторе рецензий Comic Book Roundup серия Outer Darkness имеет оценку 8,6 из 10 на основе 66 отзывов, а кроссовер Outer Darkness/Chew — 9,2 из 10 на основе 5 отзывов. Критик из Newsarama поставил первому выпуску основной серии 10 баллов из 10 и похвалил рисунки. Ронни Горэм из ComicsVerse оценил дебют в 95 % и отметил, что комикс может понравится тем, кто уже видел предыдущие работы Леймана. Форрест Холлингсворт из AIPT присвоил первому выпуску оценку 9 из 10 и подчеркнул, что он многожанровый. Сэм Стоун из Comic Book Resources обозревал Outer Darkness/Chew #1 и написал, что «поскольку обе серии комиксов были созданы Джоном Лейманом, нетрудно понять, что объединение персонажей будет успешным, но более удивительно то, как легко Лейман возвращает Тони Чжуя и Джона Колби после многолетнего отсутствия».